# Martin Vojtek
Martin Vojtek (* 4. května 1975, Přerov) je bývalý český hokejový brankář a hokejový trenér. Aktuálně zastává funkci trenéra brankářů u týmu LHK Jestřábi Prostějov.
S hokejem začínal v rodném Přerově, kde poprvé chytal v sezóně 1995-96 za nováčka 1. ligy HC Precheza Přerov, který se dostal až do neúspěšné baráže o Extraligu. V týmu zůstal další 2 sezóny, až do sestupu týmu do 2. ligy.
Odešel chytat do Olomouce, kde vydržel pouhou sezónu. Odtud odešel do Opavy, kde chytal necelé 2 sezóny. Tam se Vojtkovi dařilo tolik, že dostal šanci Extraligovém Třinci.
V Extralize chytal poprvé až v 25 letech, v dresu Třince, kde nastoupil v utkání proti Vsetínu, v sezóně 2000–2001. Vyhlédl si to tehdejší trenér Třince Vladimír Vůjtek. V Třinci vydržel s krátkými pauzami 12 let a byl pravidelným náhradníkem.
Nejúspěšnější sezónu měl v roce 2007–2008, kdy nejdřív nahradil zraněného Romana Čechmánka, ovšem zůstal do konce sezóny brankářskou jedničkou, včetně play-off. Na konci sezóny byl vyhlášen nejlepším gólmanem Extraligy.
V sezóně 2010–2011 získal s Třincem titul mistra ligy. Po dalším roce se rozhodl vrátit do mateřského Přerova, kterému pomohl po 17 letech k návratu do 1. Ligy. V té si ovšem moc nezachytal, protože v září 2015 ukončil kariéru kvůli zdravotním problémům, které mu dovolily nastoupit pouze do 5 zápasů.

## Hráčská kariéra
- 1995-96 HC Precheza Přerov
- 1996-97 HC Přerov
- 1997-98 HC Bohemex Trade Přerov
- 1998-99 HC MLB Olomouc
- 1999–2000 HC Slezan Opava
- 2000–2001 HC Slezan Opava, HC Oceláři Třinec
- 2001–2002 HC Oceláři Třinec
- 2002–2003 HK SKP Žilina
- 2003–2004 HC Oceláři Třinec, HC Havířov
- 2004–2005 HC Oceláři Třinec
- 2005–2006 HC Oceláři Třinec
- 2006–2007 HC Prostějov, HC Oceláři Třinec - před 16. zápasem se Znojmem byl 20.10.2006 povolán do kádru
- 2007–2008 HC Oceláři Třinec
- 2008–2009 HC Oceláři Třinec
- 2009–2010 HC Oceláři Třinec, Salith Šumperk, HC 05 Banská Bystrica
- 2010–2011 HC Oceláři Třinec
- 2011–2012 HC Oceláři Třinec
- 2012–2013 HC Zubr Přerov
- 2013–2014 HC Zubr Přerov
- 2014–2015 HC Zubr Přerov
- 2015–2016 HC Zubr Přerov